# Sayaka Hirano
Pour les articles homonymes, voir Hirano.
Sayaka Hirano (平野 早矢香, Hirano Sayako) est une joueuse de tennis de table japonaise née le 24 mars 1985 à Kanuma.
Elle remporte la médaille d'argent olympique par équipes en 2012 à Londres. Elle remporte aux championnats du monde la médaille de bronze par équipes en 2004, 2006, 2008 et 2010.